# Glockengeläut

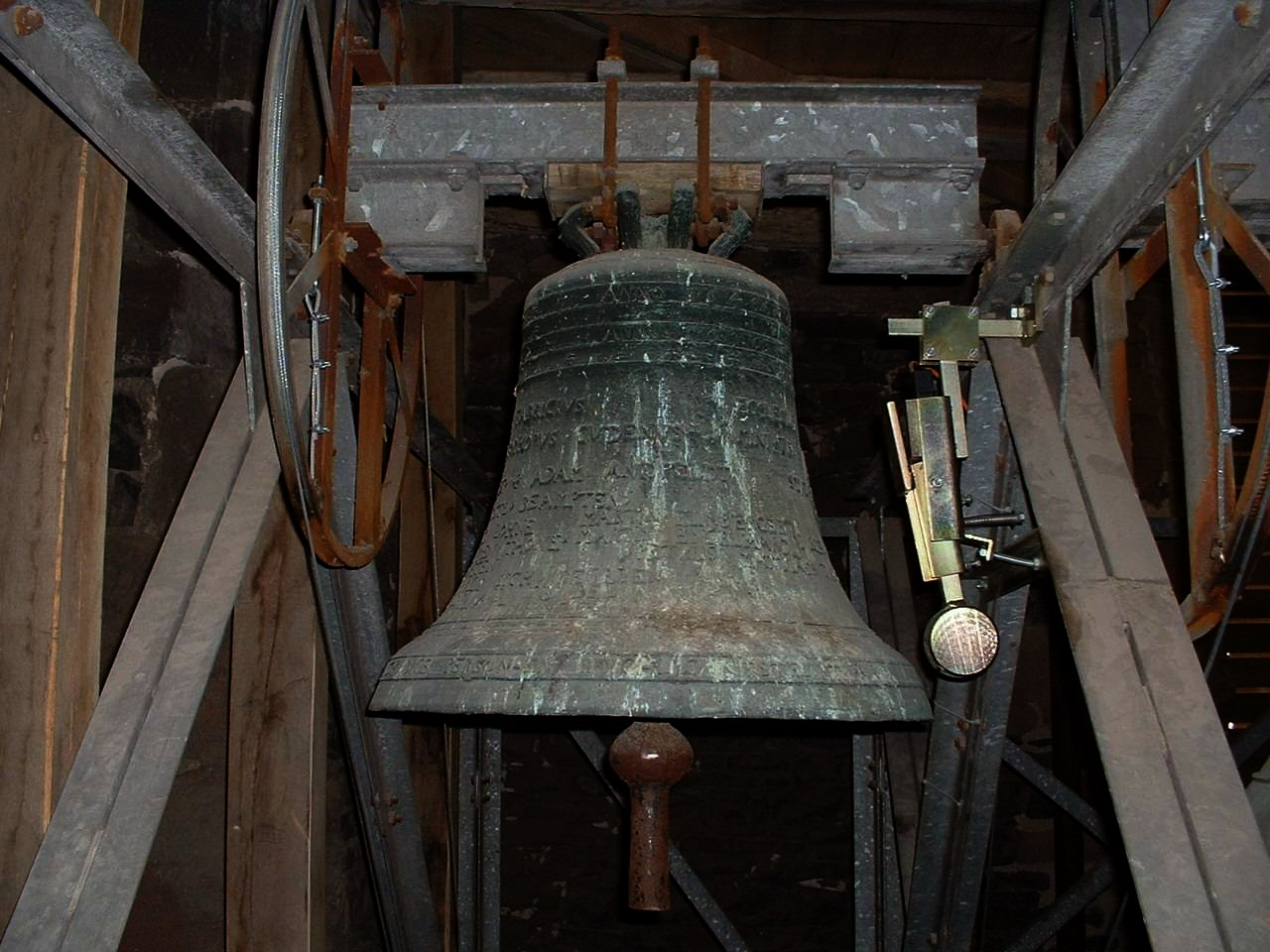
Glockenläuten: Die Glocke wird mechanisch in eine Pendelbewegung versetzt, bis der Klöppel gegen den Glockenrand stößt. Alternative Schlagvorrichtung seitlich außen. Glockenstube der Stadtkirche St. Marien in Homberg. Geschichtsglocke von 1654.

Glockengeläut (auch: Geläute) ist das Läuten von Glocken zu bestimmten Anlässen in einer bestimmten Form. Kirchenglocken werden nach einer Läuteordnung geläutet. Man unterscheidet kirchliches und weltliches Geläut. Beim Läuten schwingen Glocke und Klöppel als Pendel; ist die Glocke starr befestigt und der Klöppel wird mit einem Seil bewegt, spricht man eher von Glockenschlagen. 
Daneben gibt es vor allem in Teilen Norddeutschlands das Beiern, bei dem die Glocken mit einem Hammer außen von Hand angeschlagen werden.

## Kirchliches Geläut

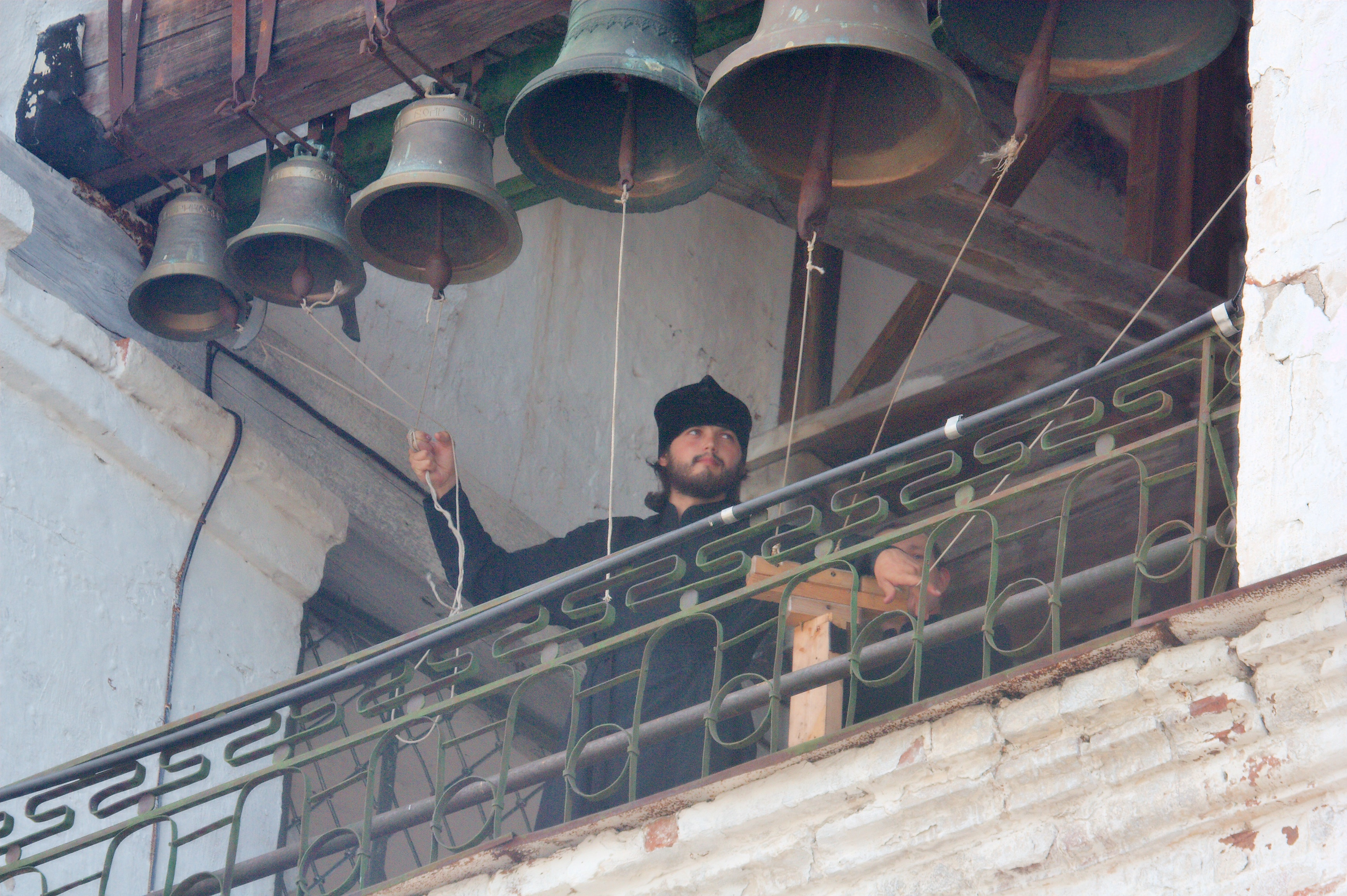
Glockenschlagen anstelle von Glockenläuten in der Russisch-Orthodoxen Kirche: unbewegliche Glocken, nur die Klöppel werden bewegt; Ipatios-Kloster in Kostroma.

Traditionell läuten die Kirchenglocken im Glockenturm vor einem Gottesdienst, um die Gemeinde in die Kirche zusammenzurufen, während des Gottesdienstes beim Vaterunser-Gebet (protestantisch) bzw. während der heiligen Messe bei der Wesensverwandlung von Brot und Wein (katholisch) sowie am Gründonnerstag und in der Osternacht während des westkirchlichen Gloria-Lobgesangs. Gleiches gilt für Taufen, Hochzeiten, Bestattungen (Totengeläut) und ähnliche Ereignisse (säkulares Geläut). 
Außerdem gibt es noch das Angelusläuten der katholischen Kirche, das morgendliche, mittägliche und abendliche Läuten der Kirchenglocken, zu dem das Gebet Der Engel des Herrn – in der Osterzeit das Regina caeli – gebetet wird. Das Pendant dazu in den evangelischen Kirchen ist das Betläuten. In vielen Orten, besonders im ländlichen Bereich, wird der Tod eines Mitgliedes der Kirchengemeinde durch das mittägliche oder abendliche Läuten der Totenglocke (auch Sterbeglocke genannt) nach Eintreffen der Todesnachricht im Pfarrbüro angezeigt.

## Weltliches Geläut

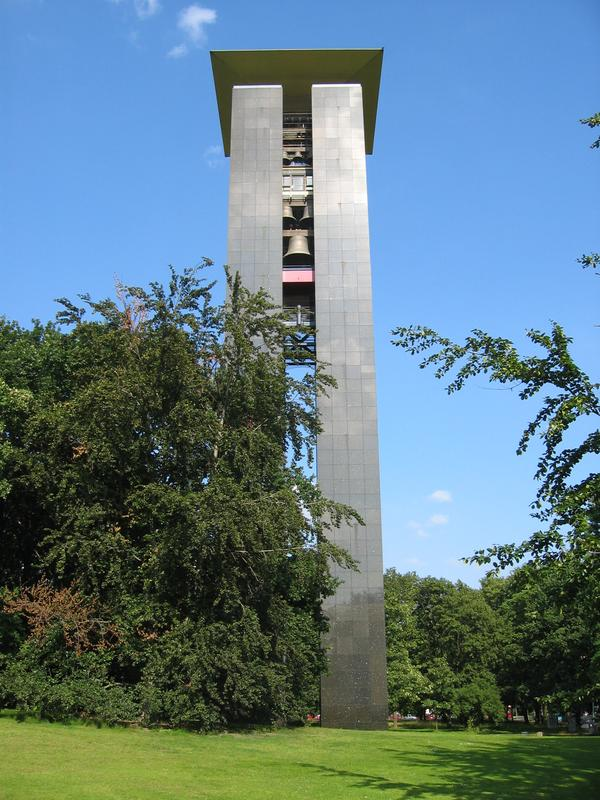
Carillon in Berlin.

Der Stundenschlag, das regelmäßige Schlagzeichen zur vollen Stunde, oft auch zur Viertelstunde, hat keinen kirchlichen Hintergrund. Er stammt aus der Zeit des Mittelalters, als der Großteil der Bevölkerung keine Uhr hatte und von der Turmuhr der Kirche abhängig war. Die Tradition hat sich jedoch bis heute gehalten und wird oft von Kirchengemeinden als liturgisches Zeichen für Vergänglichkeit und Ewigkeit umgedeutet.
Weltlichen Ursprungs ist auch das Glockengeläut in der Neujahrsnacht. Außerdem können in Abwesenheit von Alarmsirenen die Kirchenglocken im Notfall geläutet werden, z. B. bei Feuer oder Angriffsalarm.
Weltliches Geläut (auch: profanes Geläut) ist in Deutschland nicht durch die Religionsfreiheit, sondern nur als Tradition geschützt, befindet sich daher in einer Güterabwägung mit der Rücksicht auf Anwohner. Fühlen sich diese größtenteils gestört, so kann auf nächtlichen Uhrschlag verzichtet oder durch Veränderungen in der Turmstubenakustik der Lautstärkepegel gesenkt werden.
Seit 50 Jahren beginnt der Deutschlandfunk den Neujahrstag mit Glockengeläut aus aller Welt.

## Glocken im Recht
In Deutschland ist die Tradition des kirchlichen Geläuts durch die Religionsfreiheit grundgesetzlich geschützt. Glockenläuten kann aber als Lärm empfunden werden und wird so zum Streitgegenstand und Anlass kontroverser Diskussionen. Zudem ist in Deutschland das Glockengeläut ein immer wiederkehrender Standardfall in der juristischen Ausbildung, nämlich zur Rechtswegproblematik und zur Verbindlichkeit der normkonkretisierenden Verwaltungsvorschrift Technische Anleitung zum Schutz gegen Lärm (TA Lärm).
Während bei liturgischem Glockengeläut der Verwaltungsrechtsweg eröffnet ist, ist bei „Profangeläut“ der Weg in die Zivilgerichtsbarkeit eröffnet. Die Unterscheidung ist wichtig für die Beweisführung, nur im Verwaltungsrechtsweg gilt der Untersuchungsgrundsatz. Im Problemkreis der Verbindlichkeit der TA Lärm besteht die Besonderheit, dass liturgisches Glockengeläut die Richtwerte der TA Lärm modifiziert. Mit anderen Worten: Die ansonsten strengen Richtwerte der TA Lärm gelten in Bezug auf liturgisches Glockengeläut nicht, weil die Kirchen bestimmte verfassungsrechtliche Privilegien haben.
In der Schweiz ist die Rechtslage des Geläuts unklar. So wurde das Glockengeläut in einem Einzelfall nur deshalb nicht verboten, weil das öffentliche Interesse die Störung des Klagenden überwogen habe. Das Bundesgericht hielt jedoch fest, dass jeder Fall einzeln betrachtet werden müsse.